# Timebelle
Timebelle es una banda de música de Suiza. 
Fue creada en la ciudad de Berna. Su género musical es el Pop y el Pop rock.
Actualmente la banda está compuesta por la vocalista Miruna Manescu, el batería Samuel Forster y el multinstrumentista Emanuel Daniel Andriescu, que toca el clarinete, el saxofón y el teclado.
Anteriormente también tenía como miembros al acordeonista Rade Mijatović, al guitarrista Christoph Siegrist y al bajista Sándor Török.
Todos sus componentes nacieron en diferentes países europeos y se conocieron durante la época en la que eran estudiantes de artes en la facultad de la Universidad de Berna.
Primeramente estaba compuesta por los cinco miembros varones, hasta que con el paso del tiempo se unió la vocalista Miruna Manescu.
El nombre de Timebelle, proviene de la famosa torre del reloj "Zytgloggeturm", que es uno de los principales puntos de interés turístico de Berna.
En 2015 ya lanzaron su primer extended play (EP) titulado "Desperado" y además se presentaron a la selección nacional Die Große Entscheidungsshow con la canción "Singing About Love", para poder representar a Suiza en Eurovisión. Pero finalmente acabaron en segundo lugar y logró ganar la cantante Mélanie René con "Time to Shine".
El día 5 de febrero, tras haber ganado la selección nacional con su canción «Apollo», se convirtieron en los nuevos representantes de Suiza en el Festival de la Canción de Eurovisión 2017 que tendrá lugar en la capital ucraniana, Kiev siendo además uno de los temas favoritos este.

## Miembros

### Actuales
- Miruna Manescu: vocalista - (n. Rumanía ).
- Samuel Forster: batería - (n. Suiza ).
- Emanuel Daniel Andriescu: saxofonista, clarinetista y tecladista - (n. Rumanía ).

### Miembros anteriores
- Rade Mijatović: acordeonista - (Serbia ).
- Christoph Siegrist: guitarrista - (n. Suiza ).
- Sándor Török: bajista - (n. Hungría ).

## Discografía

### Sencillos principales
| "Singing About Love"                                         | 2015 | – | "Desperado" |
| "Desperado"                                                  | 2015 | – | "Desperado" |
| "Are You Ready?"                                             | 2015 | – | "Desperado" |
| -                                                            |      |   | "Desperado" |
| "Apollo"                                                     | 2017 | – |             |
| "—" denotes a single that did not chart or was not released. |      |   |             |